# Athlétisme aux Jeux méditerranéens de 2001
Navigation
Les compétitions d'athlétisme des Jeux méditerranéens de 2001 se sont déroulées au stade de Radès près de Tunis, du 11 septembre au 14 septembre 2001.

## Résultats

### Femmes
| Épreuve              | Or                                                                                    | Argent                                                                                | Bronze                                                                                             |
| -------------------- | ------------------------------------------------------------------------------------- | ------------------------------------------------------------------------------------- | -------------------------------------------------------------------------------------------------- |
| 100 m                | Nora Güner 11 s 25                                                                    | Manuela Levorato 11 s 25                                                              | Efrosini Patsou 11 s 45                                                                            |
| 200 m Vent : 2,6 m/s | Nora Güner 22 s 86 (w)                                                                | Fabé Dia 23 s 18 (w)                                                                  | Anita Mormand 23 s 50 (w)                                                                          |
| 400 m                | Marie-Louise Bévis 52 s 90                                                            | Francine Landre 52 s 96                                                               | Awatef Ben Hassine 53 s 77                                                                         |
| 800 m                | Seltana Aït Hammou 2 min 04 s 28                                                      | Brigita Langerholc 2 min 04 s 91                                                      | Abir Nakhli 2 min 04 s 98                                                                          |
| 1 500 m              | Fatma Lanouar 4 min 10 s 33                                                           | Süreyya Ayhan 4 min 10 s 69                                                           | Ebru Kavaklioglu 4 min 12 s 03                                                                     |
| 5 000 m              | Ebru Kavaklioglu 15 min 26 s 33                                                       | Asmae Leghzaoui 15 min 29 s 35                                                        | Olivera Jevtić 15 min 40 s 61                                                                      |
| 10 000 m             | Asmae Leghzaoui 31 min 16 s 94 CR                                                     | Olivera Jevtić 31 min 33 s 08                                                         | Elvan Abeylegesse 32 min 29 s 20                                                                   |
| 100 m haies          | Patricia Girard 12 s 82 CR                                                            | Haïdy Aron 13 s 04                                                                    | Margaret Macchiut 13 s 31                                                                          |
| 400 m haies          | Sylvanie Morandais 57 s 02                                                            | Monika Niederstätter 57 s 22                                                          | Meta Macus 57 s 51                                                                                 |
| 3 000 m steeple      | Élodie Olivares 9 min 44 s 68 CR                                                      | Laurence Duquenoy 10 min 05 s 90                                                      | Hana Chaouach 10 min 18 s 31                                                                       |
| 4 × 100 m            | France Haïdy Aron Céline Thélamon Fabé Dia Sylvie Mballa Éloundou 44 s 40             | Italie Anita Pistone Francesca Cola Manuela Grillo Danielle Perpoli 44 s 89           | Grèce Athina Kopsia Efrosyni Patsou Olga Kaidantzi Giannoula Kafetzi 44 s 97                       |
| 4 × 400 m            | France Anita Mormand Viviane Dorsile Marie-Louise Bévis Francine Landre 3 min 34 s 28 | Italie Daniela Reina Fabiola Piroddi Francesca Carbone Danielle Perpoli 3 min 38 s 90 | Grèce Georgia Koumnaki Christina Chantzi-Neag Paraskevi Tsapara Chrysoula Goudenoudi 3 min 42 s 22 |
| Marathon             | Mehtap Sizmaz 2 h 40 min 49 s                                                         | Serap Aktas 2 h 43 min 18 s                                                           | Sonia Agoun 2 h 46 min 03 s                                                                        |
| 20 km marche         | Erica Alfridi 1 h 36 min 47 s CR                                                      | Elisabetta Perrone 1 h 36 min 47 s                                                    | Rocío Florido 1 h 37 min 14 s                                                                      |
| Saut en hauteur      | Blanka Vlašić 1,90 m                                                                  | Nevena Lendjel 1,87 m                                                                 | Anna Visigalli 1,87 m                                                                              |
| Saut à la perche     | Dana Cervantes 4,10 m CR                                                              | Thaleia Iakovidou 4,00 m                                                              | Marie Poissonnier 3,90 m                                                                           |
| Saut en longueur     | Concepción Montaner 6,48 m                                                            | Stella Pilatou 6,41 m                                                                 | Silvia Favre 6,14 m                                                                                |
| Triple saut          | Baya Rahouli 14,30 m (w)                                                              | Marija Martinović 13,97 m (w)                                                         | Carlota Castrejana 13,72 m (w)                                                                     |
| Lancer du poids      | Assunta Legnante 17,23 m                                                              | Irini Terzoglou 16,97 m                                                               | Martina de la Puente 16,55 m                                                                       |
| Lancer du disque     | Areti Abatzi 61,42 m                                                                  | Agnese Maffeis 57,38 m                                                                | Monia Kari 56,44 m                                                                                 |
| Lancer du marteau    | Florence Ezeh 64,59 m CR                                                              | Ester Balassini 64,13 m                                                               | Alexandra Papageorgiou 62,87 m                                                                     |
| Lancer du javelot    | Claudia Coslovich 62,02 m CR                                                          | Angeliki Tsiolakoudi 58,16 m                                                          | Marta Míguez 55,19 m                                                                               |
| Heptathlon           | Anzhela Atroschenko 5 833 pts                                                         | Gertrud Bacher 5 764 pts                                                              | Julie Mézerette 5 670 pts                                                                          |

## Tableau des médailles
| Rang  | Nation             | Or | Argent | Bronze | Total |
| ----- | ------------------ | -- | ------ | ------ | ----- |
| 1     | Italie             | 9  | 14     | 7      | 30    |
| 2     | France             | 9  | 6      | 8      | 23    |
| 3     | Grèce              | 5  | 6      | 6      | 17    |
| 4     | Algérie            | 5  | 3      | 1      | 9     |
| 5     | Turquie            | 5  | 2      | 2      | 9     |
| 6     | Maroc              | 4  | 5      | 1      | 10    |
| 7     | Espagne            | 4  | 3      | 8      | 15    |
| 8     | Tunisie            | 2  | 2      | 5      | 9     |
| 9     | Croatie            | 2  | 2      | 1      | 5     |
| 10    | Chypre             | 1  | 0      | 1      | 2     |
| 11    | RF Yougoslavie     | 0  | 2      | 2      | 4     |
| 12    | Slovénie           | 0  | 1      | 1      | 2     |
| 13=   | Bosnie-Herzégovine | 0  | 0      | 1      | 1     |
| 13=   | Égypte             | 0  | 0      | 1      | 1     |
| 13=   | Libye              | 0  | 0      | 1      | 1     |
| Total | Total              | 46 | 46     | 46     | 138   |